# Школа Чистой земли

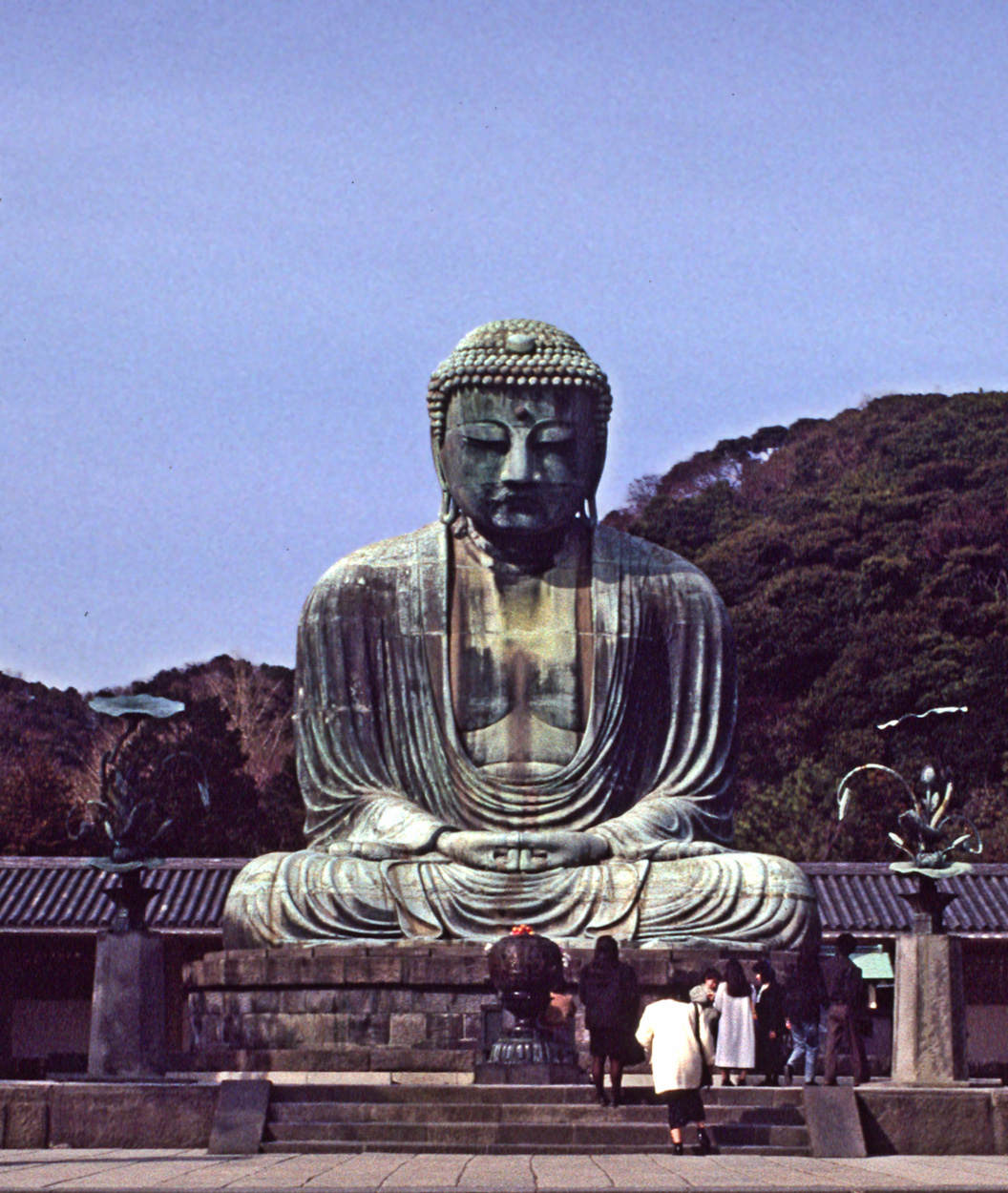
Будда Амитабха, XII век, Камакура, Япония.

Школа Чистой земли (кит. Цзинту-цзун, 淨土宗; яп. Дзё̄до-сю̄, 浄土宗; кор. Чонтхо-чон, 정토종; вьетн. Тинь До Тонг, Tịnh Độ Tông; в европейской литературе иногда «амидаизм») — наиболее популярное течение дальневосточной Махаяны. В основе учения этой школы лежит вера в спасительную силу Будды Амитабхи (Амитаюса), некогда поклявшегося даровать рождение в своей Чистой земле Сукхавати всякому верующему в него и призывающему его имя.

## История распространения
Школа Чистой земли первоначально зародилась в Китае. Её предтечей можно считать общество Белого Лотоса (кит. Бай лянь шэ 白蓮社), созданное в 402 году Хуэйюанем и его последователями с целью почитания Будды Амитабхи и совместного обретения рождения в его западной Чистой Земле Сукхавати. После смерти Хуэйюаня деятельность общества прекратилась.
В V-VI веках активным проповедником культа Будды Амитабхи был монах Таньлуань. Хотя на родине его деятельность была вскоре забыта, сочинения Таньлуаня со временем получили большую популярность в Японии, где он был посмертно провозглашён первым патриархом школы Чистой земли.
Фактическим основателем школы Чистой земли в Китае может считаться монах Шаньдао (613—681). В 641 году он встретился с наставником Даочо, который впервые проповедовал ему сутры, посвящённые почитанию Будды Амитабхи, после чего Шаньдао основал собственную школу в монастыре Гуанминсы, находившемся в столице Чанъань.
Школа Чистой земли благополучно перенесла антибуддийские гонения годов Хуэй-чан (841—845) благодаря тому, что она не была исключительно монашеской и активно привлекала мирян к религиозной деятельности. После этого она, наряду со школой Чань, превратилась в одно из двух ведущих направлений китайского буддизма. Окончательное организационное оформление этой школы в Китае относится к XIII веку. Данная школа пользуется широкой популярностью среди китайских буддистов вплоть до наших дней.
Проникновение культа Будды Амитабхи в Корею связано с именем наставника Пальджина, который в 758—785 гг. провёл затворничество сроком в десять тысяч дней, посвящённое этому Будде. Хотя поклонение Будде Амитабхе получило большую популярность среди корейских буддистов, школа Чистой земли не приобрела в Корее большого политического влияния.
Иная ситуация сложилась в Японии, где школа Чистой земли исторически играла заметную общественную роль. Распространение учения этой школы началось на самой ранней стадии проникновения буддизма в страну. Одним из известных проповедников, популяризовавших среди населения культ Будды Амитабхи, был монах Куя (903—972), который учил людей «[сопровождаемому] танцем памятованию о Будде» (яп. одори-нэмбуцу 踊り念仏). Становление школы Чистой земли как самостоятельного направления буддизма, однако, произошло только в XII веке и связано с именем монаха Хонэна (1133—1212), основателя школы Дзёдо-сю. В начале XIII века из Дзёдо-сю выделилась Дзёдо-синсю — «Истинная школа Чистой Земли», созданная Синраном (1173—1262). Эта школа получила широкое распространение среди крестьян и со временем превратилась в мощную политическую силу — в частности, под её руководством в XV веке в Японии проходили крестьянские восстания икко-икки. В настоящее время эта школа наряду со своим давним оппонентом — школой Нитирэн-сю, которая исторически пользовалась популярностью среди городского населения, принадлежит к числу ведущих буддийских школ Японии.
Школа Чистой Земли также существует во Вьетнаме, где является одной из доминирующих.
В настоящее время эта школа получила распространение на Западе (прежде всего в США — Гавайи, Калифорния), преимущественно в японской форме Дзёдо-синсю. Вначале её носителями были в основном представители японской и китайской диаспоры, но позднее к школе стали примыкать и представители иных этноконфессиональных групп.

## Обзор учения
Доктринальную основу школы Чистой земли составляют три сутры, известные под общим названием «Трёхчастный канон Чистой земли» (кит. Цзинту сань бу цзин 淨土三部經): «Большая Сукхавативьюха сутра», «Малая Сукхавативьюха сутра» и «Амитаюрдхьяна сутра». Эти канонические тексты, переведённые на китайский язык в III-V веках, содержат описание Чистой земли Будды Амитабхи (Амитаюса) и наставления о том, как можно обрести там рождение.
Особая популярность, которую получил на Дальнем Востоке культ Будды Амитабхи, была обусловлена, прежде всего, ясностью и определённостью поставленной в рамках этого культа религиозной цели, которая была равно притягательна как для монахов, так и для мирян. Кроме того, доктрина школы Чистой земли имела (хотя бы внешне) определённые точки соприкосновения с традиционной дальневосточной культурой: так, западное направление издревле ассоциировалось в Китае с блаженной страной богини Сиванму, где растут персики бессмертия, а безграничность жизненного срока Будды Амитабхи (Амитаюса) и обитателей его Чистой земли была созвучна такому важнейшему идеалу национальной китайской религии, как долголетие (кит. шоу 壽).
Проповедованное в этих сутрах Буддой Шакьямуни учение о пути к освобождению из мира страданий через веру в Будду Амитабху и призывание его имени находится в русле общемахаянских представлений о великой спасительной силе памятования (кит. нянь 念) о различных Буддах и бодхисаттвах. В школе Чистой земли, однако, эта идея была доведена до своего полного логического развития. Последователи этой школы подчёркивают, что освобождение от сансары достигается не собственными силами, а благодаря спасительной силе другого — Будды Амитабхи, почему эту школу и называют школой «сил другого» (кит. та ли 他力), в отличие от прочих школ — школ «собственных сил» (кит. цзы ли 自力). Необходимость опоры на силы Будды Амитабхи объясняется последователями этой школы исходя из принципа угасания способностей существ в эпоху «конца Учения», когда люди уже не способны понимать сложности буддийской философии и заниматься изощренной техникой йоги, поэтому им остаётся лишь возложить все свои надежды на спасительную силу сострадания Амитабхи. Эта концепция нашла наивысшее выражение в учении японского наставника Синрана, основателя школы Дзёдо-синсю, который подчёркивал особую роль веры в Амитабху как личного спасителя каждого человека и придавал исключительное значение восемнадцатому обету Будды Амитабхи, то есть его клятве спасти всех, кто десятикратно призовёт его имя. Этим был обусловлен более «мирской» характер Дзёдо-синсю по сравнению с общедальневосточной традицией: Синран дозволял даже монахам иметь семью и есть мясо, поскольку всё это не имело значения по сравнению с верой в Будду Амитабху и его спасительные обеты.

## Виды религиозных практик
Главной формой религиозной практики школы Чистой земли является памятование о Будде (кит. няньфо, 念佛; яп. нэмбуцу, 念仏; кор. ёмбуль, 염불), под которым обычно подразумевается повторение молитвенной формулы «Принимаю прибежище в Будде Амитабхе» (кит. Намо Амито-фо, 南無阿彌陀佛; яп. Наму Амида-буцу, 南無阿弥陀仏; кор. Наму Амитха-пуль, 나무아미타불; вьетн. Нам Мо А Зи Да Фат, Nam Mô A Di Ðà Phât). Минимальное число повторений этой формулы равняется десяти, что обосновывается ссылкой на восемнадцатый обет Будды Амитабхи, гласящий: 
«Когда я обрету [состояние] Будды, то, если [обитающие] в десяти направлениях живые существа всем сердцем [исполнятся] веры и радости, возжелают родиться в моей стране и [свершат] хотя бы десять памятований [обо мне], [но] не родятся [в моей стране] — да не достигну [я] совершенного пробуждения».
 Хотя для обретения перерождения в Чистой земле достаточно десятикратного произнесения этих слов, многие последователи школы Чистой земли стремятся прочесть эту молитвенную формулу возможно большее число раз.
В монашеской практике памятование о Будде могло дополняться шестнадцатью видами созерцания (визуализации) Чистой Земли, подробно описанными в «Амитаюрдхьяна сутре».
В позднесредневековой китайской традиции наблюдалось сближение практик школ Чань и Чистой земли: чаньские наставники рекомендовали своим ученикам повторение имени Будды Амитабхи, а последователи школы Чистой земли, в свою очередь, заимствовали отдельные элементы психотехники Чань.